# Bumba meu boi do Maranhão
O bumba-meu-boi do Maranhão é um folguedo típico da cidade brasileira de São Luís a capital e no interior do estado. Tradição que se mantém desde o século XVIII, arrasta maranhenses e visitantes por todos os cantos da capital e do interior do estado nos meses de junho e julho.
É uma festa popular para crianças, adultos e idosos, onde os grupos se espalham desde as periferias até os arraiais do centro e dos shoppings da ilha. Na parte nova ou antiga da cidade, grupos de todo o estado se reúnem em diversos arraiais para brincar até a madrugada.
Em dezembro de 2019, o bumba-meu-boi do Maranhão foi declarado Patrimônio Cultural Imaterial da Humanidade pela UNESCO.

## História
O enredo da festa do Bumba-meu-boi resgata uma história típica das relações sociais e econômicas da região durante o período colonial, marcadas pela monocultura, criação extensiva de gado e escravidão, mesclando a cultura europeia, africana e indígena.
Numa fazenda de gado, o escravo Pai Francisco mata um boi de estimação de seu senhor para satisfazer o desejo de sua esposa grávida, Mãe Catirina, que quer comer a língua do boi. Quando descobre o sumiço do animal, o senhor fica furioso e, após investigar entre seus escravos e índios, descobre o autor do crime e obriga Pai Francisco a trazer o boi de volta.
Coquitéis e curandeiros (pajés) são convocados para salvar o boi e, quando o boi ressuscita urrando, todos participam de uma enorme festa para comemorar o milagre.
O atual modelo de apresentação dos bois não narra mais toda a história do 'auto', que deu lugar à chamada 'meia-lua', de enredos simplificados.

Brincadeira democrática que incorpora quem passa pelo caminho, o Bumba-meu-boi já foi alvo de perseguições da polícia e das elites por ser uma festa mantida pela população negra da cidade, chegando a ser proibida entre 1861 e 1868.

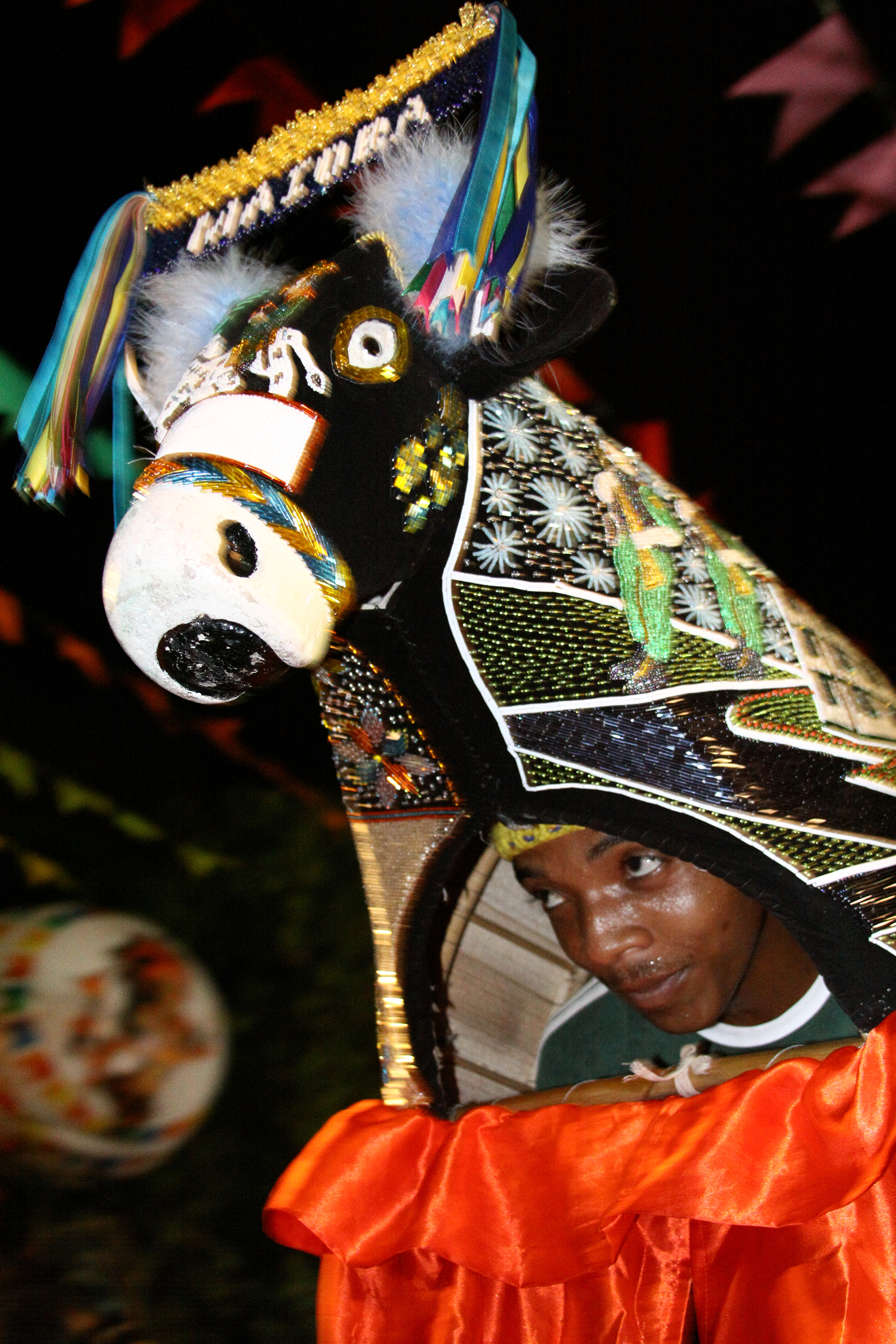
"Miolo" do boi: integrante responsável pelo movimento do boi.

Considerado a mais importante manifestação da cultura popular do estado, tem seu ciclo festivo dividido em quatro etapas: os ensaios, o batismo, as apresentações públicas ou brincadas, e a morte.
O bumba-meu-boi envolve a devoção aos santos juninos São João, São Pedro e São Marçal, que mobilizam promessas e marcam algumas datas comemorativas.
O Festejo de São Pedro e de São Marçal marca o fim das festividades juninas. Na festa de São Pedro, diversos grupos de boi vão à Capela de São Pedro para agradecer pela temporada junina e pedir bençãos. Na festa de São Marçal, há um grande encontro de batalhões de boi de matraca no bairro do João Paulo.

## Sotaques
Atualmente, existem quase cem grupos de bumba-meu-boi no Estado do Maranhão subdivididos em diversos sotaques. Cada sotaque tem características próprias que se manifestam nas roupas, na escolha dos instrumentos, no tipo de cadência da música e nas coreografias.
Sotaque de matraca - É o mais popular e com maior numero de grupos no Estado, tendo surgido em São Luís e tem influência indígena. O instrumento que dá nome ao sotaque é composto por dois pequenos pedaços de madeira, o que motiva os fãs de cada boi a engrossarem a massa sonora de cada "Batalhão". Além das matracas, são usados pandeirões e tambores-onça (uma espécie de cuíca com som mais grave). Na frente do grupo, fica o cordão de rajados, cablocos de fitas, índias, vaqueiros e caboclos de pena. Os principais grupos de boi de matraca são: Boi de Maracanã, Boi da Madre Deus, Boi de São José dos Índios, Boi da Maioba, Boi da Pindoba, Boi de Iguaíba, Boi de Ribamar e Boi do Sítio do Apicum.
Sotaque de Zabumba - Ritmo original do Bumba-meu-boi, este sotaque marca a forte presença africana na festa, com cadência mais lenta. Originário do município de Guimarães e região. Pandeirinhos, maracás e tantãs, além das zabumbas (grandes tambores), dão ritmo para os brincantes. Os principais grupos são: Boi de Leonardo, Boi de Vila Passos, Boi da Fé em Deus, Boi Unidos Venceremos e Boi de Guimarães.

No vestuário destacam-se golas e saiotas de veludo preto bordado e chapéus com fitas coloridas. O sotaque de zabumba passa por grande crise nos últimos anos, devido à falta de novos brincantes interessados em manter as tradições do mais antigo estilo de boi.

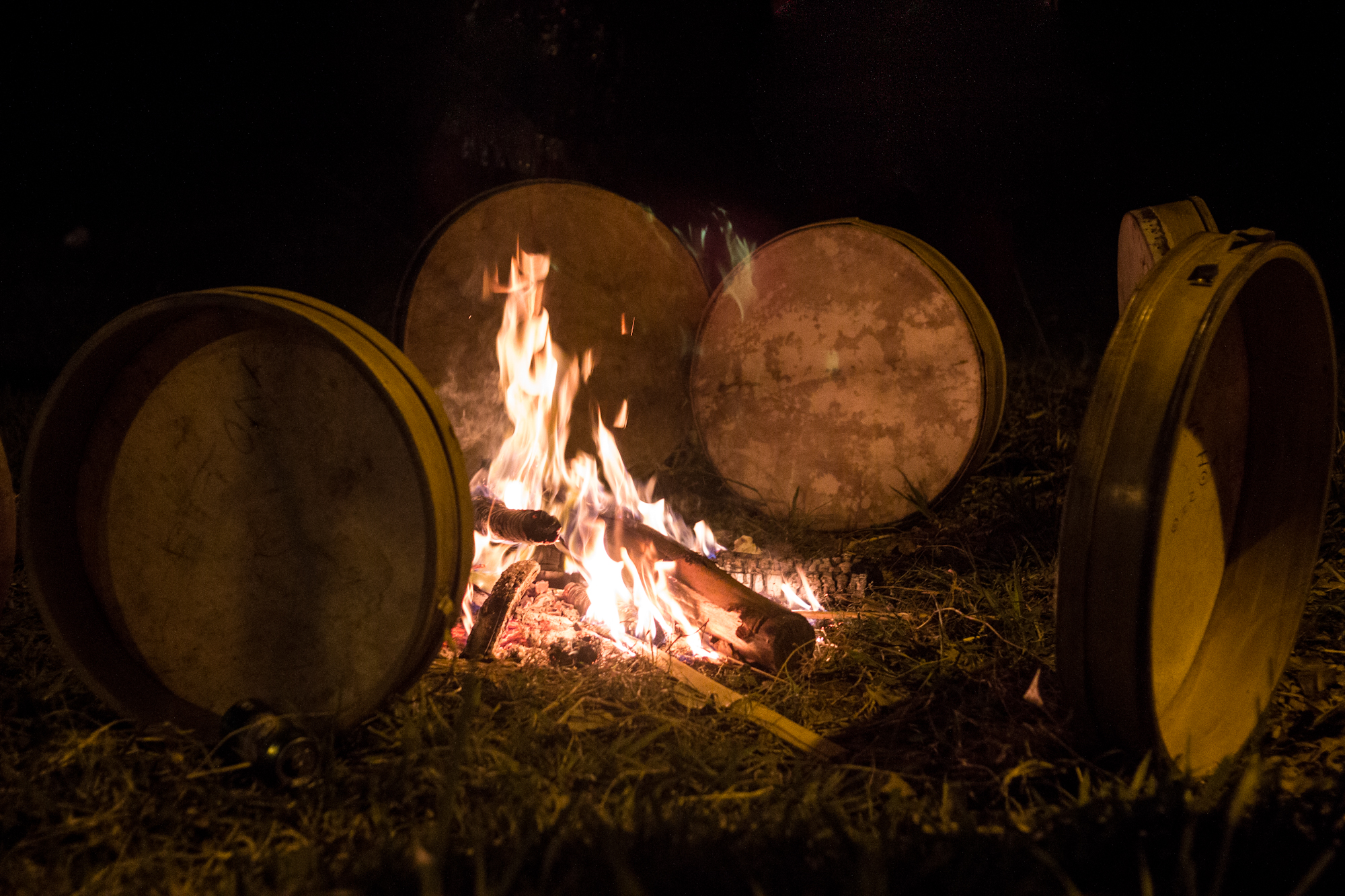
Pandeirões sendo aquecidos.

Sotaque de Orquestra - Ao incorporar outras influências musicais, o Bumba-meu-boi ganha neste sotaque o acompanhamento de diversos instrumentos de sopro e cordas, como o saxofone, clarinete e banjo. Peitilhos (coletes) e saiotes de veludo com miçangas e canutilhos são alguns dos detalhes nas roupas do brincantes. É um sotaque que se originou na região do Rio Munim, e os grupos que se destacam no estado são os: Boi de Nina Rodrigues, Boi de Axixá, Boi de Morros, Boi de Rosário, Boi Brilho da Ilha e Boi Novilho Branco, Boi Mocidade Axixaense e finalmente o Boi do Una, originário da cidade de Morros, cujo sotaque e originalidade das toadas e bailado dos vaqueiros, ainda são autênticos.

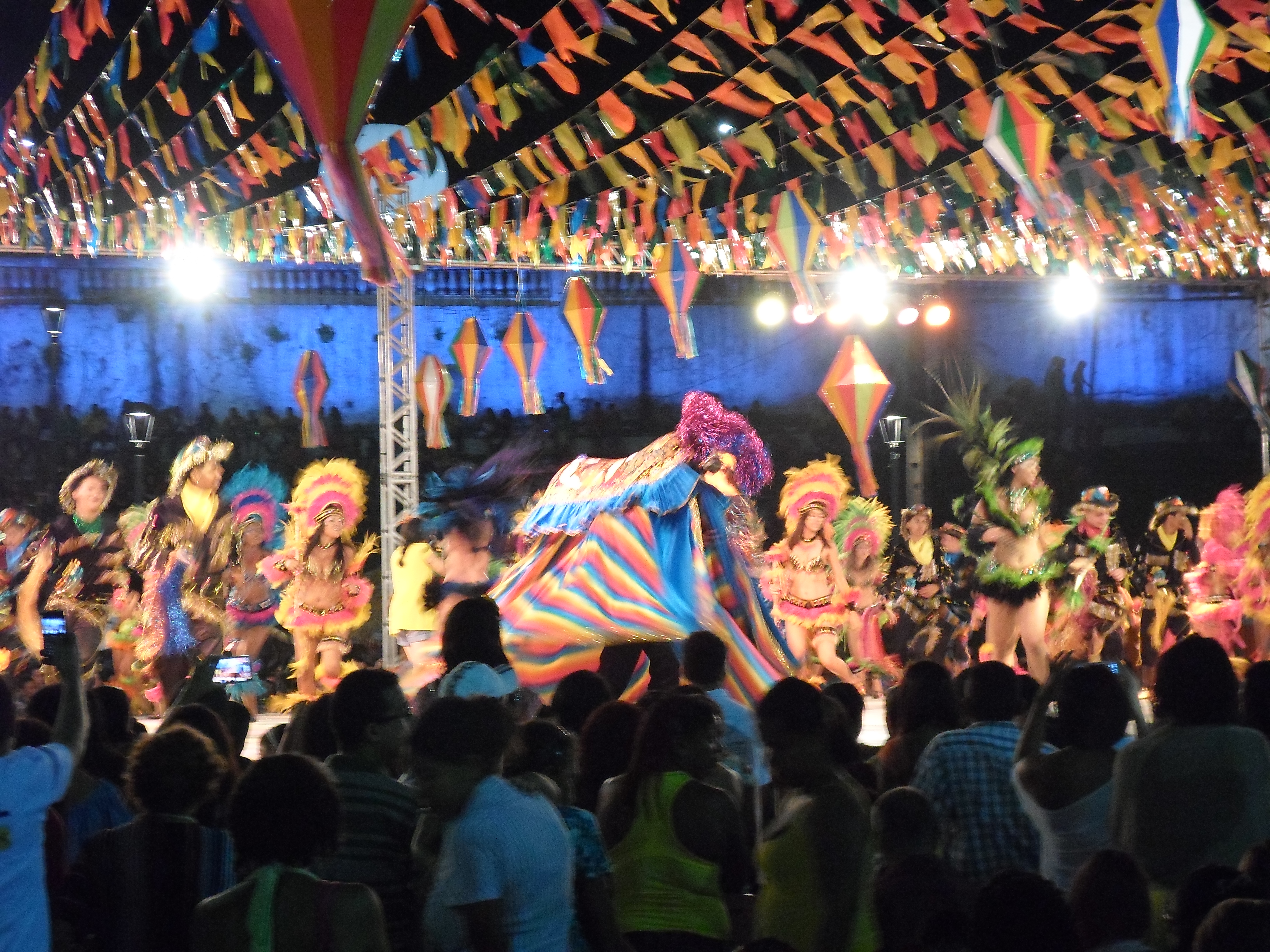
Apresentação do Boi de Axixá (sotaque de orquestra) em São Luís.

Sotaque da Baixada - Embalado por matracas e pandeiros pequenos, um dos destaques deste sotaque é o personagem Cazumbá, uma mistura de homem e bicho que, vestido com uma bata comprida, máscara de madeira e de chocalho na mão, diverte os brincantes e o público. Outros usam um chapéu de vaqueiro com penas de ema. Apresenta um toque mais lento e suave, embalado por matracas, tambores-onça e pandeiros pequenos. Seus principais grupos são: Boi da Floresta de Apolônio, Boi Oriente, Boi União da Baixada, Boi de Pindaré, Boi Unidos de Santa Fé e Boi Penalva do Bairro de Fátima.
Sotaque Costa de Mão - Típico da região de Cururupu, ganhou este nome devido a uns pequenos pandeiros tocados com as costas da mão. Sua origem estaria ligada  à vida dos negros que eram castigados nas mãos pelos seus senhores, tocando os pandeiros com as costas das mãos por estas estarem feridas e não perdessem a festa de São João. Caixas, tambores-onça e maracás de metal completam o conjunto percussivo. Além de roupa em veludo bordado, os brincantes usam chapéus em forma de cogumelo, com fitas coloridas e grinaldas de flores. Os grupos mais conhecidos são: Rama Santa, Brilho da Sociedade, Soledade e Brilho da Areia Branca.

## Personagens

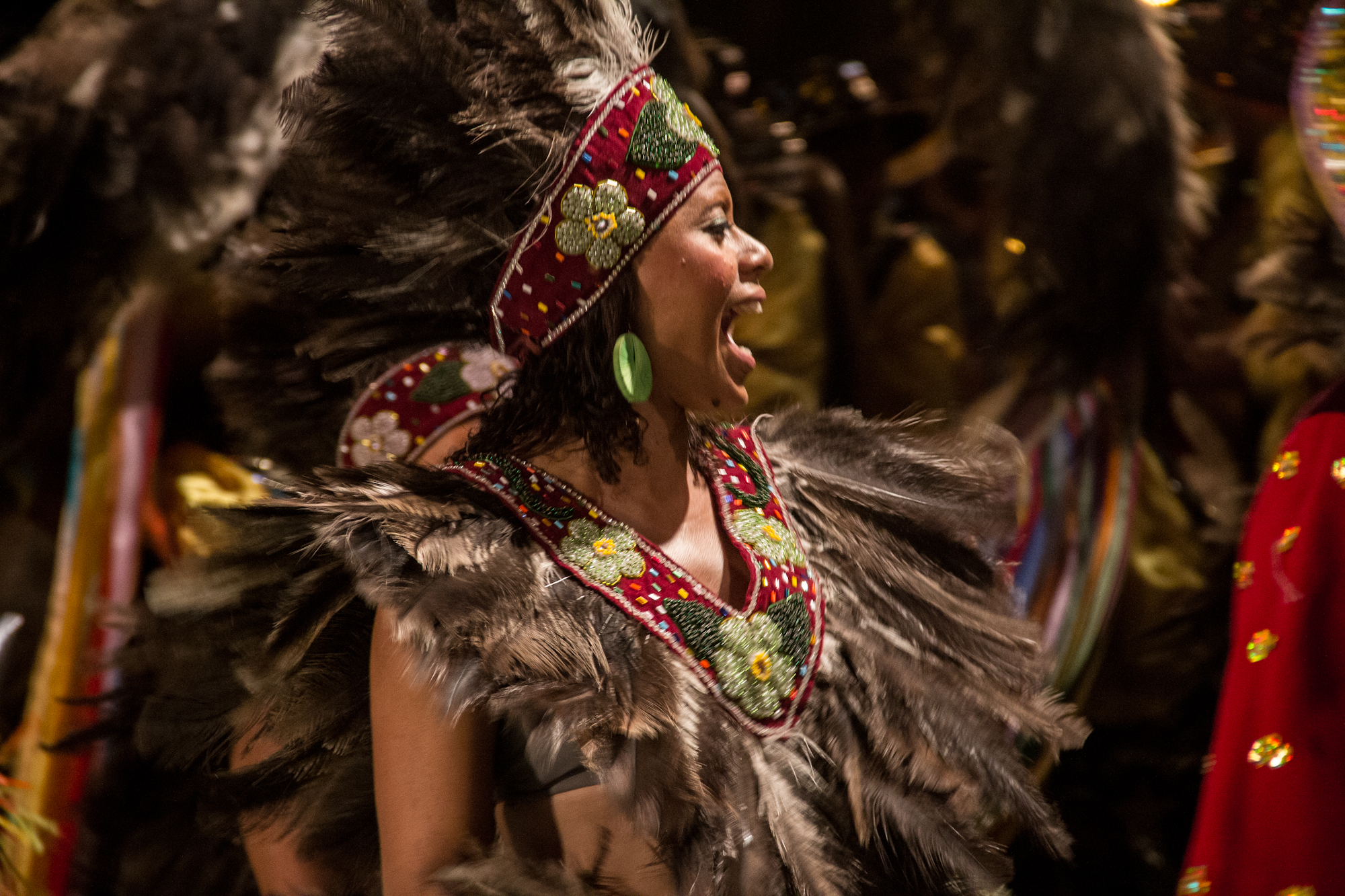
Índia do bumba-meu-boi.

Dono da Fazenda - é o senhor da fazenda. Usa a roupa mais rica e um apito para coordenar a festa. É o responsável pela organização do Batalhão e, em alguns casos, é também o cantador.
Pai Francisco - vaqueiro, veste-se com roupas mais simples. Seu papel durante a brincadeira é provocar risos na plateia. Cada boi pode ter vários deste personagem.
Mãe Catirina - mulher de Pai Francisco. Normalmente representada por um homem vestido de mulher.
Índio - homem com pouca roupa, mais muito rica em detalhes.
Índias - mulheres cobertas por penas no peito, mãos e pernas.
Miolo - brincante responsável pelas evoluções e coreografias do boi.
Vaqueiros - empregados da fazenda. Usam roupas de veludo e chapéus de pena com longas fitas coloridas.
Mutuca - para não deixarem os brincantes dormirem durante as maratonas de apresentação do bois, os mutucas são responsáveis pela distribuição de cachaça a todos.
Caboclo de fita - brincantes enfeitados com chapéus de fita coloridos e que se misturam aos vaqueiros durante a festa.
Caboclo de pena - homens cobertos por penas e com um grande chapéu ou cocá que também é feito de penas, representando os homens da tribo nos rituais.

## Principais arraiais em que os bumba-meu-bois se apresentam
- Parque Folclórico da Vila Palmeira
- Arraial do Projeto Reviver

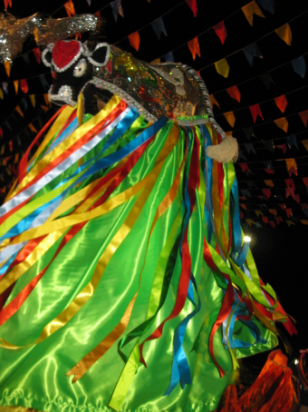
Boi Mimoso, da Baixada Maranhense.

- Arraial do CEPRAMA (onde também é realizada uma feira permanente de artesanato maranhense)
- Arraial da Lagoa
- Arraial do Ipem
- Arraial do Renascença
- Arraial do Viva Anjo da Guarda
- Arraial do Viva Vila Embratel
- Arraial do Viva Bairro de Fátima
- Arraial do Viva Liberdade
- Arraial do Viva Maiobão
- Capela de São Pedro na Madre Deus
- Praça da Saudade na Madre Deus
- Arraial do Viva João Paulo
- Arraial do Cohatrac
- Praça Viva Balaiada - Nina Rodrigues
- Parque Folclórico Terezinha Jansen - São José de Ribamar
- Arraial Viva Vilas - São José de Ribamar
- Arraial da Parque Vitória - São José de Ribamar
- Arraial da praça Maria Aragão

Em diversos museus e espaços culturais, também é possível visualizar vestimentas, adereços e objetos do bumba-meu-boi, tais como: a Casa do Maranhão, o Centro de Cultura Popular Domingos Vieira Filho, o Ceprama, o Museu Casa de Nhozinho, dentre outros.